# اودوولا پالگاما
اودوولا پالگاما (به لاتین: Uduwela Pallegama) یک منطقهٔ مسکونی در سری‌لانکا است که در استان مرکزی (سری‌لانکا) واقع شده‌است.